# Exclusion Bill
Der Exclusion Bill war eine Gesetzesvorlage, die England von 1678 bis 1681 in eine tiefe politische Krise stürzte. Die Absicht der Vorlage war es, den Bruder von König Karl II., (den späteren König Jakob II.) von der Thronfolge auszuschließen, weil er römisch-katholisch war. Die Court Party (Partei des Hofes, die späteren Tories) war gegen einen Ausschluss, während die Country Party (Partei des Landes, die späteren Whigs) den Ausschluss unterstützte.
1670 hatte Jakob öffentlich erklärt, dass er römisch-katholisch sei. Jakobs Sekretär Edward Coleman wurde 1678 vom korrupten protestantischen Kleriker Titus Oates als Drahtzieher einer (frei erfundenen) „Papisten-Verschwörung“ bezeichnet, die angeblich die Unterwanderung des Staates und den Sturz von Karl II. zum Ziel hatte. Mitglieder der protestantischen Oberschicht bemerkten dazu, dass in Frankreich ein Katholik auf eine absolutistische Weise herrschte. Es bildete sich eine Bewegung, die dieses Szenario in England verhindern sollte. Viele befürchteten, dass Jakob nach seiner Thronbesteigung (Karl hatte keine legitimen erbberechtigten Söhne) die gesamte Macht im Staate an sich reißen würde.
Das Ereignis, das die Krise endgültig auslöste, war die unbewiesene Anschuldigung, dass Schatzkanzler Thomas Osborne, Lord Danby, vom französischen König Ludwig XIV. große Geldsummen angenommen habe, mit der die Neutralität von Karls Regierung erkauft werden sollte. König Karl löste das Parlament zwar auf, doch das neu gewählte Parlament, das sich im März 1679 versammelte, war ihm und seinem Minister gegenüber noch feindseliger eingestellt. Osborne wurde verhaftet und in den Tower of London überführt.
Am 15. Mai 1679 präsentierte Anthony Ashley Cooper, 1. Earl of Shaftesbury vor dem Unterhaus eine Gesetzesvorlage, die Jakob von der Thronfolge ausschließen sollte. Eine Minderheit unterstützte sogar Karls illegitimen (aber protestantischen) Erben James Scott. Aus den Anhängern des Königshauses, damals Abhorrers (Verabscheuer) genannt, bildeten sich später die Tories. Die Petitioners (Petitionäre), die das Gesetz befürworteten, wurden später zu den Whigs. Als immer wahrscheinlicher wurde, dass das Gesetz angenommen werden könnte, wendete Karl sein Hoheitsrecht an und löste das Parlament auf. Nachfolgende Parlamente versuchten ebenfalls, das Gesetz durchzubringen, wurden aber ebenfalls aufgelöst.
Shaftesburys Partei, die Whigs, löste im gesamten Land eine Massenbewegung aus, indem sie hauptsächlich die Angst vor einer „papistischen Verschwörung“ schürte. Jeden November, am Jahrestag der Thronbesteigung von Elisabeth I., organisierte sie in London große Demonstrationen, bei der jeweils eine Figur des Papstes verbrannt wurde. Doch auch die Tories, die auf der Seite des Königs standen, verbreiteten ihre Propaganda. Sie erinnerten das Volk an die Schreckensherrschaft und die Not während des Commonwealth. Darüber hinaus bezeichnete das Königshaus die Whigs als Subversive und verkappte Nonkonformisten. Die Massenbewegung verlor 1681 ihren Einfluss und die Gesetzesvorlage wurde schließlich fallen gelassen.